# 陶山計介
陶山 計介（すやま けいすけ、1950年 - ）は、日本の経営学者。日本のブランド戦略研究におけるパイオニアであり、第一人者。
関西大学商学部教授。経済学博士（京都大学、1995年）。ブランド戦略研究所理事長。日本商業学会前会長。日本広告学会元理事。日本広報学会元理事。
専攻はマーケティング論、ブランド戦略論のほか、販売管理論、流通論、商業論、消費論など。岡山県出身。

## 概要
『ブランド・エクイティ戦略』等の訳書が日本にブランドブームを起こす。『日本型ブランド優位戦略』、『21世紀のマーケティング戦略』等著書多数。
トヨタ自動車、リクルート等、企業の幹部研修で産学交流を推進。行政での活動も多数。
日本商業学会副会長、大阪ブランド戦略検討委員会委員等、学外活動多数。

## 略歴
1969年3月 - 岡山県立岡山朝日高等学校卒業。1973年3月 - 早稲田大学政治経済学部経済学科卒業。1978年3月 - 京都大学大学院経済学研究科修士課程修了。1982年3月 - 京都大学大学院経済学研究科博士後期課程単位取得後退学。
1982年4月 - 関西大学商学部助手。1985年4月 - 関西大学商学部専任講師。1988年4月 - 関西大学商学部助教授。
1990年4月 - アメリカ合衆国カリフォルニア大学バークレイ校 経営大学院客員研究員（1年）。
1995年4月 - 関西大学商学部教授、現在に至る。京都大学博士（経済学）。
2002年4月 - 英国エジンバラ大学マネジメントスクール客員教授（6ヶ月）。
学外における役職
- 日本商業学会会長（平成22年度）[1]
- 一般社団法人ブランド戦略研究所理事長

## 主な受賞歴
- 1990年 - 『社団法人日本経営協会平成2年度経営科学文献賞 奨励賞受賞（『マーケティング・チャネル』中央経済社、1990年刊､共著にて)。
- 1994年 - 『日本商業学会平成6年度学会賞 優秀賞受賞（『マーケティング戦略と需給斉合』 中央経済社、1993年刊にて）

など。

## 著書

### 単著
- 『マーケティング戦略と受給整合』 （中央経済社、1993年）

他多数。

### 共著
- 『日本型ブランド優位戦略』 （梅本春夫と共著、ダイヤモンド社、2000年）
- 『マーケティング・ネットワーク論』 （藤本寿良と共著、有斐閣、2002年）
- 『大阪ブランド・ルネッサンス』 （妹尾俊之と共著、ミネルヴァ書房、2006年）
- 『戦略的ブランド管理の展開』 （青山幸弘、中田善啓と共著、中央経済社、1996年）
- 『グローバル経済における経営と会計の研究』 （大倉雄次郎、伊藤健市、他と共著、関西大学出版部、2010年）
- 『21世紀のマーケティング戦略』 （近藤文男、青木俊昭と共著、ミネルヴァ書房、2001年）
- 『マーケティング・チャネル』 （高橋秀雄と共著、中央経済社、1990年）
- 『戦略的マーケティング』 （橋本勲、中田善啓と共著、中央経済社、1990年）

他多数。

### 訳著
- デイヴィット・アーカー『ブランド・エクイティ戦略』 （ダイヤモンド社、共訳、1994年）
- デイヴィット・アーカー『ブランド優位の戦略』 （ダイヤモンド社、共訳、1997年）

他多数。